# Palaquium rostratum
Palaquium rostratum là một loài thực vật có hoa trong họ Hồng xiêm. Loài này được (Miq.) Burck mô tả khoa học đầu tiên năm 1885.